# Acid iodhidric
Acidul iodhidric este un gaz cu molecula diatomică. În soluție apoasă este un acid foarte puternic cu formula chimică HI. Sărurile acidului iodhidric se numesc ioduri și au forma generală: XNIn.